# Monetazione di Siracusa
La monetazione di Siracusa è da molti considerata quella di «maggior valore in tutta la storia della coniatura», poiché, oltre alla grande varietà e qualità degli esemplari ritrovati, ognuno di essi ha un profondo legame con la situazione politica allora presente. Proprio per questa grande tradizione del conio i prodotti numismatici hanno un grande impatto sullo studio della storia siracusana, grazie alla quale si conoscono anche i nomi di alcuni coniatori: Cimone ed Eveneto. Essa rappresenta un caso particolare poiché pur avendo iniziato per ultima a coniare monete, tra le città del mondo greco occidentale (seconda metà del VI secolo a.C.), essa adotta subito il tetradramma come piede monetario; una moneta dal valore di 4 dramme. Tale scelta è da ricollegare al fatto che la città nel momento in cui inizia a coniare vuole subito entrare nei circuiti commerciali della madre patria, e, poiché in Grecia la moneta più forte del momento era il tetradramma ateniese, adotta lo stesso statere.

## Epoca greca

### Periodo arcaico: VI secolo a.C.
I tipi del tetradramma sono al dritto una quadriga, riferimento all'aristocrazia cittadina, i gamoroi, coloro che si erano divisi la terra, mentre al rovescio compare subito la testa della ninfa Aretusa con la legenda ΣΥΡΑΚΟΣΙΩΝ (Surakosiōn); questi tipi resteranno pressoché invariati fino alla fine del V secolo a.C.
Accanto ai tetradrammi vengono coniati didramme e dramme, la differenza tra le tre monete è chiara fin dai tipi, difatti al dritto presentano: il tetradramma una quadriga, la didramma una biga, la dramma un cavaliere, questo era un espediente per far capire al fruitore il valore della moneta, quattro cavalli 4 dramme, 2 cavalli 2 dramme, 1 cavallo 1 dramma.

### Periodo dei Dinomenidi e seconda democrazia
Da ricordare nella monetazione del V secolo è il cosiddetto demareteion una moneta dal valore di 10 dramme (decadrammo). Questa moneta è stata datata dopo la battaglia d'Himera del 480 a.C. Il nome di questa moneta, secondo la leggenda, sarebbe da ricollegare a Demarate, moglie di Gelone tiranno di Siracusa: difatti la donna avrebbe intercesso presso il marito in nome dei prigionieri cartaginesi presi dopo la battaglia e questi vennero liberati dopo aver pagato un riscatto. Questo evento ci viene riportato dallo storico Diodoro Siculo. Durante la tirannide dei Dinomenidi la ninfa Aretusa verrà rappresentata circondata da 4 delfini, chiaro riferimento al mare.
La caduta della tirannide dei Dinomenidi avvenuta nel 466 a.C., non ha lasciato tracce nella monetazione siracusana mentre fu ben più evidente in altre città. Secondo altri studiosi è da ricollegare a questo evento la coniazione del demareteion che quindi sarebbe da interpretare come una celebrazione della riacquistata libertà.
Nell'ultimo quarto del V secolo a.C. si assiste a livelli artistici elevati nell'incisione dei tipi che renderanno le monete veri e propri capolavori: in alcuni di questi tipi gli incisori si firmavano, e il loro nome è leggibile o tra la fascia della ninfa Aretusa, o tra i suoi capelli.
Questi alti livelli artistici si raggiungono dopo la sconfitta che Siracusa infligge ad Atene nella spedizione in Sicilia del 415-413 a.C. Tra gli incisori più importanti, e di cui è possibile leggere il nome, abbiamo Euth che realizzò la migliore quadriga rappresentata in atto di aggirare la meta; Eukleidas che rappresenterà per primo il volto di Atena in 3/4, tuttavia il conio di questo tipo si consumerà molto rapidamente e verrà abbandonato molto presto sebbene le alti qualità artistiche del tipo; un altro incisore è Kimon che rappresenta Aretusa con i capelli sparsi, come se fosse sott'acqua.

### Periodo dionigiano
La spedizione cartaginese del 409-405 a.C. segna la fine della coniazione per molte città, a causa della distruzione delle stesse da parte dei cartaginesi, mentre per Siracusa segna l'inizio della tirannide dei Dionisii. Dionisio I governerà la città dal 405 al 367 a.C. e con lui si assiste ad un radicale mutamento nella monetazione. Innanzi tutto vengono coniato tantissime monete dal valore di 10 e 20 dramme, questo perché da un lato si dovevano pagare i mercenari per le continue guerre che il tiranno fece contro i cartaginesi, dall'altro per la realizzazione delle opere difensive e pubbliche della città. Basti ricordare che è con lui che viene costruito il castello Eurialo. Tutto questo si riflette nella monetazione da un lato con monete di grande valore ma anche con la coniazione di monete in oro, evento che accadeva solitamente in periodo di grave crisi.
Dionisio farà coniare due serie in oro, una dal valore di 2 decadrammi (100 litre) che presentano al dritto la testa della ninfa Aretusa, e al rovescio Eracle che lotta con il leone. Quest'ultimo tipo è probabilmente un riferimento della lotta dei greci (rappresentato da Eracle) contro i punici (rappresentati dal leone).
L'altra serie in oro presenta al dritto la testa di un giovinetto, interpretato come la personificazione del fiume Anapo, e al rovescio un cavallo.
Per quanto riguarda l'argento verranno coniati tantissimi decadrammi in cui i tipi restano pressoché invariati.
Poiché l'argento e l'oro erano destinati per le coniazioni di grossi nominali, per lo più per pagare i mercenari e per i commerci esterni, Dionisio per le monete che dovevano circolare entro la città fece ricorso alla coniazione di bronzo. A questo periodo sono datate due serie che presentano al dritto la testa di Atena con elmo corinzio e al rovescio un cavalluccio marino, un'altra serie presenta al dritto la testa di Atena con elmo corinzio e al rovescio una stella marina tra due delfini. Quest'ultima serie dal peso di 35 g aveva il valore di una dramma.
Con la caduta della tirannide dei Dionisii nel 357 a.C., si ritornò alla vecchia coniazione sia per quanto riguarda il piede monetario, ossia il tetradramma sia per i tipi.

#### Le monete dionigiane: l'emissioni di ΣΥΡΑ e dell'Ippocampo
Degli studi sono stati svolti sul periodo dionigiano e la relazione del tiranno con l'emissione di monete riportanti nel dritto la figura di Atena con la scritta ΣΥΡΑ. Tale incisione non sarebbe da riferirsi alla semplice abbreviazione del nome, data l'ampiezza del tondello monetale, e considerando anche il fatto che la zecca siracusana prediligeva incidere l'appellativo per intero, e riservare le abbreviazioni solo alle frazioni. Si suppone piuttosto che Dionisio volesse collegare la scritta Syra alla figura femminile della moneta; una protettrice della città. Ed Atena, così come Apollo e Artemide, erano considerati dei protettori dei popoli. Una prova di tale personificazione potrebbe risiedere sull'incisione monetale d'epoca dionisiana raffigurante l'Atena con elmo corinzio e sul rovescio l'ippocampo con l'incisione di ΣΥΡΑΣΩΣΙΑ; da dividere in ΣΥΡΑ e in ΣΩΣΙΑ.
Ma bisogna far presente che tale coniazione ha suscitato diversi interrogativi tra gli studiosi; ad esempio l'archeologo e numismatico statunitense R. Ross Holloway, non ritiene le monete di quell'emissione autentiche. Mentre il collega francese Paul Naster ha ipotizzato che potesse trattarsi di una coniazione barbarica che aveva lo scopo di imitare il valore monetale aretuseo. Considerando comunque che tali monete fossero originarie di Siracusa, la scritta ΣΩΣΙΑ, ovvero Sosia, sarebbe da riferire ad una divinità salvatrice; un antroponimo attestato in Sicilia; nella zona di Kamarina, Gela, Morgantina e Segesta. La studiosa Calatabiano la paragona prima alla Sosipolis ninfa protettrice di Gela, e poi alla Tyche Soteira di Himera (appellata da Pindaro nelle Olimpiche, XII, 1-3). Il termine Soteira effettivamente riecheggerà anche sulle monete siracusane, quando il tiranno Agatocle lo farà incidere accanto all'effigie di Artemide: l'Artemide Soteira del periodo agatocleo. Il numismatico Herbert A. Cahn ha ipotizzato che nelle emissioni di Kimon le lettere ΣΩ poste accanto al volto di Aretusa, siano da completare con ΣΩTEIPA, ovvero Soteira, «colei che salva». 
La legenda ΣΥΡΑ dunque rappresenterebbe una personificazione del nome di Siracusa con quello della sua protettrice. Si è cercato di ritrovare poi negli antichi scritti tale figura; ad esempio identificandola con una delle leggendarie figlie di Archia: Syra, della cui gemella Kossa o Akousa non sarebbe rimasta memoria storica. O ancora si è pensato all'omerica descrizione dove viene menzionata un'isola geografica appellata Syra posta al di sopra di Ortigia, cercando di rivedere in essa l'originario nome di Siracusa.
Dionisio avrebbe ripreso l'appellativo di Syra ponendolo in relazione con la stella, o astro, a otto raggi (spesso identificata anche come stella marina o come Ruota a otto raggi) che altro non sarebbe se non una rappresentazione della dea Astarte, anche detta Asteria; ovvero la dea orientale dalla quale prese origine l'Artemide greca. Siracusa con Artemide aveva un particolare rapporto; la polis è infatti annoverata tra i luoghi dove la dea gemella di Apollo sarebbe nata. La dea è infatti strettamente collegata alle origini siracusane; da essa prende nascita il culto di Aretusa, la ninfa simbolo della polis, ritratta costantemente sulle monete siracusane.
Dionisio elaborò dunque un collegamento tra la Syra armata (indossa l'elmo corinzio) e l'astro a otto raggi. E proprio in quest'ultimo elemento risiederebbe la chiave di lettura per quella che viene definita una manovra propagandistica del tiranno aretuseo. Si sostiene infatti che la raffigurazione dell'astro nell'antichità stesse a significare protezione divina, potenza, luminosità, buon augurio per una nascita regale. Un culto delle stelle molto arcaico che deriverebbe da quello della Dea Madre orientale: come la divinità siriaca Atargatis, detta anche dea Syria, il cui culto è stato attestato anche a Siracusa. Associando tale protezione alla divinità locale Soteira che proteggeva il suo regno, o la sua persona in quanto personaggio pubblico.

### Periodo timoleonteo e agatocleo
Con Timoleonte c'è un radicale mutamento nella monetazione, difatti verrà adottato il sistema corinzio, ossia verrà adottato come statere un tridramma (2,90 g x 3) dal peso di 8,70. Anche i tipi saranno quelli corinzi, Pegaso al dritto e Atena con elmo corinzio al rovescio. Questa monetazione verrà utilizzata fino alla salita al potere di Agatocle nel 317 a.C.
Con Agatocle, così come era stato per Dionisio I, si ritorna alla coniazione nei tre metalli oro, argento e bronzo.
La monetazione agatoclea si può dividere in 4 fasi; nella prima dal 311 a.C. al 317 a.C., continuano la coniazione di monete in argento secondo il modello corinzio, tuttavia compare in tali monete la triskelès (il simbolo della Trinacria, quasi un simbolo del tiranno, che sarà presente in tutte le coniazioni), accanto a queste monete in argento vengono coniate delle dramme in oro che portano al dritto la testa di Apollo e al rovescio una biga. La seconda fase, 310-305, coincide con la spedizione in Africa; in questo periodo viene ripreso il vecchio statere in argento, tetradrammo con al dritto quadriga e al rovescio la testa d'Aretusa. La terza fase inizia nel 305, in questo periodo Agatocle prende il titolo di βασιλεὺς (basileus), tuttavia nelle monete non compare questo titolo, mentre inizia a comparire il suo nome ΑΓΑΘΟΚΛΕΟΣ (Agathokleos), a questa fase sono da ricollegare dei tetradrammi in argento che presentano al dritto la testa di Kore e al rovescio una Nike che incorona un trofeo, e una serie in oro, molto rara, che ha come tipo del dritto una testa giovanile coperta da una pelle d'elefante (chiaro riferimento alla spedizione in Africa del 310-305) e al rovescio un'Atena alata armata. Nella quarta e ultima fase che va dal 295 a.C. al 289 a.C., anno di morte di Agatocle, compare il titolo di βασιλεὺς. Una serie in oro presenta al dritto la testa di Atena con elmo corinzio e al rovescio un fulmine; questa moneta è un riferimento agli stateri di Alessandro Magno. A questo periodo sono da ricollegare una nuova serie di pegasi ma con peso minore.
Sotto la tirannide di Agatocle si conieranno anche monete in elettro, 4 serie con valore diverso che presentavano tipi diversi: le monete con al dritto la testa di Apollo e al rovescio la testa di Artemide del valore di 100 litre, quelle con al dritto la testa di Apollo e al rovescio un tripode dal valore di 50 litre, la serie con al dritto la testa di Apollo e la lira dal valore di 25 litre e la serie con al dritto la testa della ninfa Aretusa e una seppia dal valore di 10 litre.

### Periodo geroniano e ultima democrazia greca
Durante la breve tirannide di Iketas è da ricordare una dramma in oro che presenta al dritto la testa di Persefone e al rovescio una biga. Al dritto è presente la legenda ΕΠΙ ΙΚΕΤΑ (Epi Iketa) mentre al rovescio la legenda ΣΥΡΑΚΟΣΙΩΝ (Sirakosion), probabilmente questa serie risale al periodo della strategia di Iketas.
Nel 278 a.C. sbarca in Sicilia Pirro. La sua avventura siciliana è evidente anche nella monetazione. A Siracusa coniò tetradrammi e didrammi; i primi presentavano al dritto la testa di Atena e al rovescio una Nike con corona e trofeo, i secondi al dritto avevano la testa di Artemide e al rovescio una Nike con corona e trofeo. Per quanto riguarda le serie in argento Pirro adotta un peso completamente estraneo al mondo siracusano, ossia uno statere dal peso di 5,70, il motivo di tale scelta non è chiara. Le monete con tale peso presenteranno al dritto la testa di Demetra e al rovescio Atena armata e combattente.
Con la ritirata di Pirro dalla Sicilia, nel 276 a.C., fu la volta della tirannia di Ierone II, generale di Pirro che governerà nella città siceliota dal 275 al 215. Alla prima fase della monetazione sono da collegare delle monete in argento che lasciano invariato il piede introdotto con Pirro (5,70 g), e che presentano al dritto la testa di Atena con elmo corinzio e al rovescio un Pegaso con la legenda ΙΕΡΩΝΟΣ (Ieronos). A questo periodo appartengono due serie in oro, didrammi e dramme, i didrammi presentano al dritto la testa di un giovane, interpretato con lo stesso Ierone, e al rovescio una biga; le dramme presentano al dritto la testa di Persefone e al rovescio una biga.
Nella seconda fase, a partire dal 269 a.C., compaiono tipi tipicamente ellenistici in cui compare il ritratto del βασιλεὺς (basileius) e dei suoi familiari, con il titolo regale. Il ritratto di Hierone con il titolo ΒΑΣΙΛΕΟΣ ΙΕΡΩΝΟΣ (basileos Ieronos), compare in una sola serie, mentre sono molto più comuni le serie in cui è rappresentata Filistide, moglie del tiranno, con la legenda ΒΑΣΙΛΙΣΣΑΣ ΦΙΛΙΣΤΙΟΣ (Basilissas Filistios), e il figlio Gelone II, associato al potere dal 240 a.C., con la legenda ΣΥΡΑΚΟΣΙΟΙ ΓΕΛΩΝΟΣ (Suracosioi Gelonos). Nel bronzo comparirà solo il ritratto e la legenda di Ierone. Al regno di Ierone sarebbe apparterrebbero delle serie in oro e argento che portano la legenda ΣΙΚΕΛΙΟΤΑΝ (Sikeliotan), probabilmente coniate da una federazione di città siciliane legate a Siracusa.
A Hierone II, morto nel 215 a.C., succede il nipote Ieronimo, difatti il figlio di Hierone, Gelone morì prima di poter assumere il titolo di βασιλεὺς. La monetazione del nuovo tiranno di Siracusa mostra una continuità con la precedente. Le serie in oro presentano al dritto la testa di Persefone e al rovescio la biga. Le serie in argento e bronzo presentano invece al dritto il ritratto di Hieronimo e al rovescio un fulmine alato con la legenda ΒΑΣΙΛΕΟΣ ΙΕΡΟΝΥΜΟΥ (Basileos Ieronumou).

## Epoca romana
Durante la seconda guerra punica Hieronimo si schiera con i cartaginesi e questo causerà la conquista di Siracusa da parte dei romani nel 212 a.C. e la cessazione delle monetazione in oro e argento, sebbene le serie in bronzo continuarono a essere coniate.

### Collezioni
- Sylloge Nummorum Graecorum - American Numismatic Society
- Sylloge Nummorum Graecorum - Copenaghen: Italy.